# Winston Battery
Die Firma Winston Battery Ltd, hervorgegangen aus der 1988 gegründeten Thunder Sky Green Power Sources Co., Ltd ist ein in Shenzhen (China) ansässiger Konzern mit einem eingetragenen Grundkapital von 130 Mio. RMB (ca. 18,3 Mio. USD). Sie ist neben der amerikanischen Firma A123 Systems einer der größten Hersteller von Lithium-Eisenphosphat-Akkumulatoren in verschiedensten Baugrößen auf dem Weltmarkt.
Nach Firmenangaben ist der neuerrichtete Fabrikkomplex „New Energy Winston Base“ der weltweit größte Produktionsstandort zur Aufbereitung seltener Erden und zur Herstellung von Yttrium- und Schwefel-dotierten Lithium-Eisenphosphat-Akkumulatoren. In Zusammenarbeit mit der russischen Firma Rusnano errichtete Winston Battery im Gebiet um Nowosibirsk die erste russische Fertigungsstätte für Lithium-Eisenphosphat-Akkumulatoren.

## Produkte

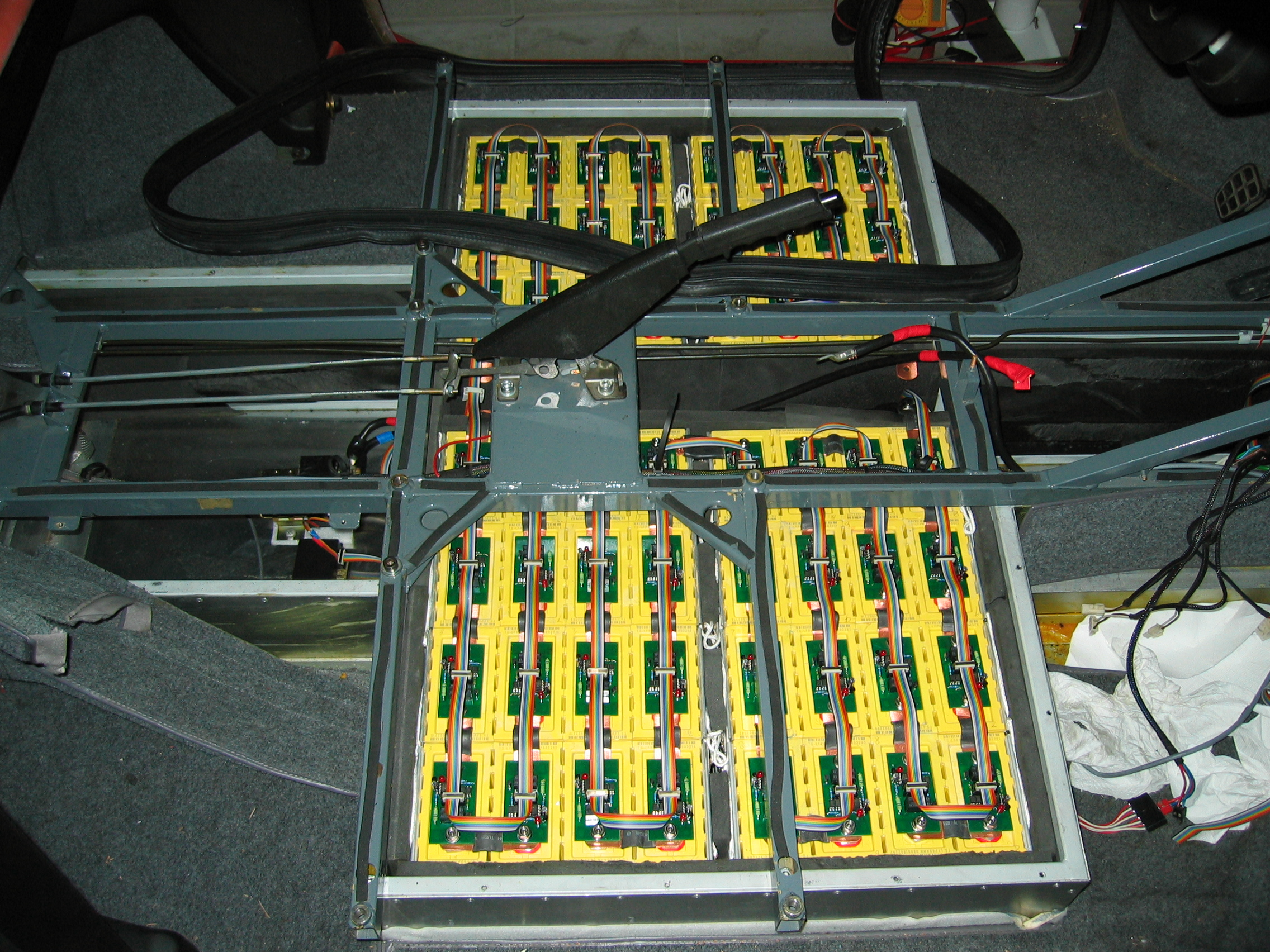
Hotzenblitz-Akkubox mit 56 Lithium-Eisenphosphat-Akkuzellen ThunderSky LPF60AH unter den Sitzen, in Deutschland entwickeltem BMS-Modul für jede Einzelzelle und Busverkabelung

Winston Battery Ltd fertigt eine große Auswahl an Lithium-Ionen-Akkumulatoren auf der Basis von LiFeYPO4 als Kathodenmaterial. Es werden Zellen von 20 Ah für Elektro-Scooter bis 1000 Ah für batterieelektrische Busse gefertigt, sowie Zellblöcke bis 30.000 Ah für U-Boote und die Speicherung von elektrischer Energie aus erneuerbaren Quellen.
Winston Battery Ltd ist nicht nur Zulieferer von Akkuzellen und der damit verbundenen Ladetechnik und Überwachungselektronik, sondern auch Hersteller von Elektroautos, Rollern und Elektrobussen. Die Akkuzellen sind zertifiziert nach EN 61000-6-3:2007 und EN 61000-6-1:2007.
Die Akkumulatoren bieten eine hohe Betriebssicherheit, Zyklenfestigkeit und Lebensdauer bei geringem Gewicht. Sie haben durch die automatisierte Fertigung einen vergleichsweise günstigen Preis. Nachteilig ist die geringere Energiedichte im Vergleich mit anderen Akkusystemen, was den notwendigen Platzbedarf erhöht.

## Anwendungen
In Deutschland verwenden zahlreiche Projekte von Elektrofahrzeugen diese Zellen als Traktionsbatterie, beispielsweise:
- Elektroauto Citysax
- Elektroauto Stromos
- Umbau-Kit Elektro-Smart
- Umrüstung Leichtfahrzeug CityEl (orig. Bleiakkumulatoren)
- Umrüstung Elektroauto Hotzenblitz (orig. Bleiakkumulatoren)